# Eva Habermann

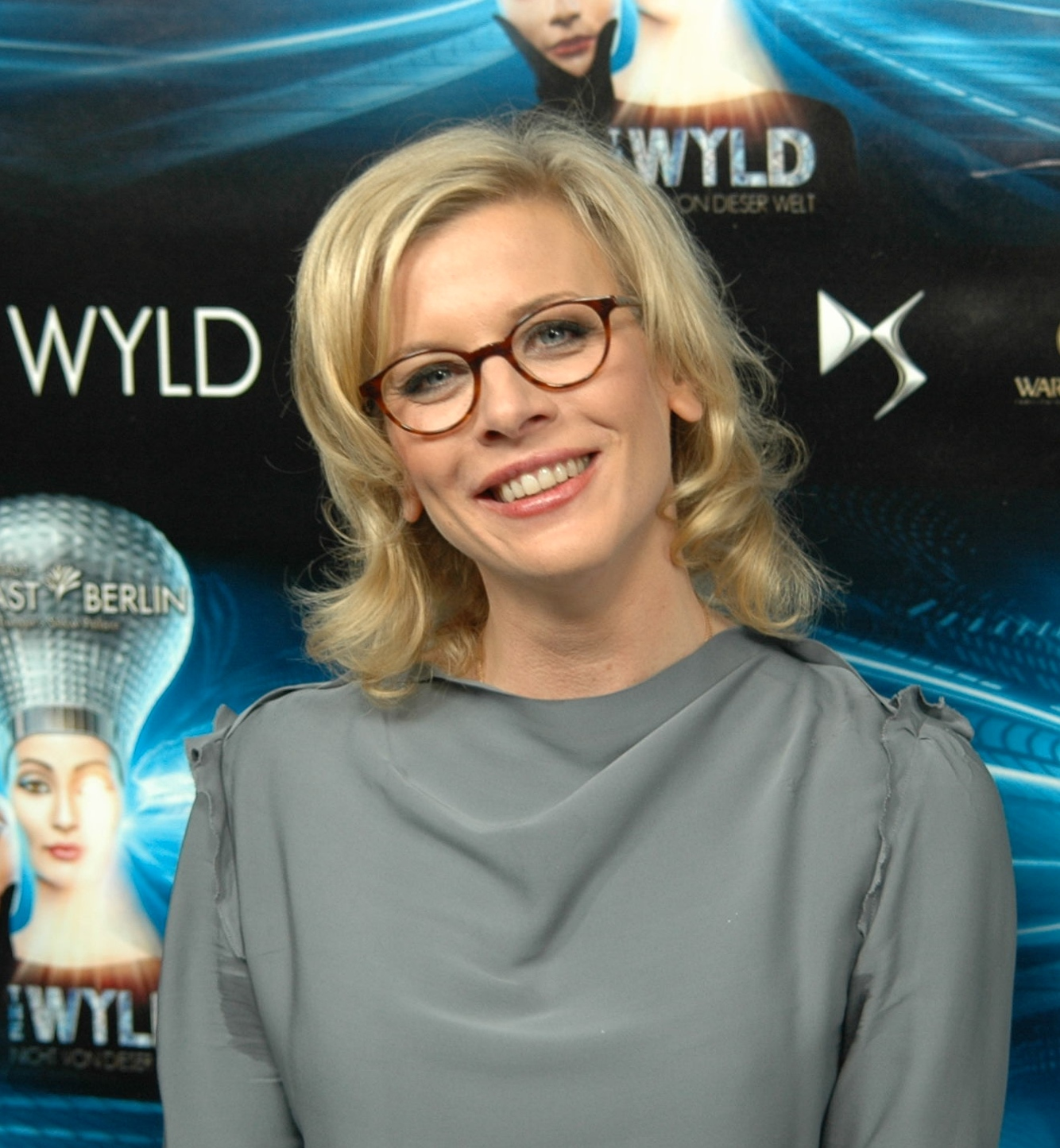
Eva Habermann (2014)

Eva Habermann (Amburgo, 16 gennaio 1976) è un'attrice tedesca che deve la sua fama in particolare al ruolo di Zev Bellringer nella miniserie Lexx.

## Carriera
Dopo alcune brevi apparizioni in varie serie per la televisione tedesca e dopo aver condotto nel 1995 e nel 1996 lo show per bambini Pumuckl TV ottiene nel 1997 il suo primo ruolo importante nella miniserie Lexx in cui interpreta in ruolo di Zev Bellringer, presente in tutti e quattro gli episodi della prima serie.
In attesa della seconda stagione del programma che l'ha resa famosa appare come guest star in altri telefilm, tra i quali Il commissario Rex. I numerosi impegni le rendono impossibile partecipare alla seconda stagione di Lexx, della quale riuscirà a girare soltanto i primi due episodi.
Partecipa in seguito in ruoli di rilievo alle serie TV Die Strandclique e Invincibili angeli ed è nel cast di alcuni film per il cinema, il più importante dei quali è Il Clown, tratto dall'omonima serie televisiva.

## Filmografia parziale

### Cinema
- Witness To a Kill (2001)
- Der halte Affe Angst (2003)
- Il Clown (2005)
- Ossi's Eleven (2008)
- Deutschland 09 (2009)
- Una tata e tre nipoti (2010)
- Sky Sharks (2019)

### Televisione
- Lexx (1996-1997)
- Due sorelle (1997)
- Guardia costiera (Küstenwache) (1997-2011)
- Die Strandclique (1999-2002)
- Pfeifer (2000)
- Sorelle nemiche (2000)
- Rotlicht - In der Höhle des Löwen (2000)
- Einladung zum Mord (2000)
- Invincibili angeli (Wilde Engel) (2002-2003)
- Nostalgia di casa (2004)
- Barbara Wood - Lockruf der Vergangenheit (2004)
- Weißblaue Wintergeschichten (2004)
- Die Schwarzwaldklinik - Die nächste Generation (2005)
- Papa und Mama (2006)
- Im Himmel schreibt man Liebe anders (2006)
- Hunde haben kurze Beine (2006)
- Unsere Farm in Irland (2007-2009)
- Dream Hotel (2007)
- Rebecca Ryman: Wer Liebe verspricht (2008)
- Vier Tage Toskana (2008)
- Die Jahrhundertlawine (2008)